# 五霊闘士オーキ伝
『五霊闘士オーキ伝』（ごりょうとうしおーきでん）は、土門弘幸による日本のライトノベル、及びそれを原作としたメディアミックス作品である。イラストはよしみるが担当。電撃文庫（メディアワークス）より1994年10月から1996年10月まで刊行された。第1回電撃ゲーム小説大賞大賞受賞作。
本作は、キャラクターの楽しさと語り口の軽妙さ、勢いのよさが評価され続巻も次々に発表。全5巻の長編シリーズとなった。
よしみる徳隆（のちの☆よしみる）によるコミカライズが月刊電撃コミックガオ!に連載されたほか、ドラマCDも発売された。

## あらすじ
非日常を夢見る高校生・竹柴逢喜はある日、農作業中に謎の物体の墜落に巻き込まれて死亡する。
だが、異星人の手により蘇生し、「五霊」と呼ばれる5人のサイボーグを率いる存在として、異星人同士の戦いに巻き込まれるのであった。

## 登場人物
声の項はドラマCDおよびサウンドアルバムの声優を示す。
竹柴逢喜
声：緒方恵美
本作の主人公である高校生。
宇宙からの飛来物に当たって一度は死亡するものの、異星人により蘇生した。その際、五霊と呼ばれるサイボーグ戦士を指揮する権限を与えられた。
麒麟（キリン）
卯爛（ウラン）/瑚斎姫
五霊の一人である少女。
紅鳳（クオウ）
涅隠（ネオン）
黄亀（コウキ）
阿縁（アエン）
智探
ローシシア
ソニア

### 敵
総耶魔（フサヤマ）
闇能路
汎銀河にて永久指名手配されている犯罪者で、「惑星潰し」の異名を持つ。

## 既刊一覧

### 小説
- 土門弘幸（著）・よしみる（イラスト） 『五霊闘士オーキ伝』 メディアワークス〈電撃文庫〉、全5巻
  1. 1994年10月10日発売[3]、ISBN 4-07-302126-5
  2. 1995年7月10日発売[4]、ISBN 4-07-302899-5
  3. 1995年12月27日発売[5]、ISBN 4-07-304102-9
  4. 1996年5月10日発売[6]、ISBN 4-07-304562-8
  5. 1996年10月10日発売[7]、ISBN 4-07-305225-X

### 漫画
- 土門弘幸（著）・よしみる徳隆（作画） 『五霊闘士オーキ伝』 メディアワークス〈電撃コミックス〉、全2巻
  1. 1996年5月27日発売[8]、ISBN 4-07-304697-7
  2. 1997年2月27日発売[9]、ISBN 4-07-305834-7

## ドラマCD
- 「五霊闘士オーキ伝 The First Time〜オーキ,五霊に遭う〜」1995年6月21日、メディアレモラス
- 「五霊闘士オーキ伝2 The Second Time〜宿敵,豹頭戦士現る〜」1996年5月17日、メディアレモラス
- 「五霊闘士オーキ伝Sound　Album 〜Fly　High」1998年、ポニーキャニオン